# ارلاخ (هیرشاید)
ارلاخ (به آلمانی: Erlach) یک منطقهٔ مسکونی در آلمان است که در هیرشاید واقع شده‌است. ارلاخ ۴۲۹ نفر جمعیت دارد.